# Bascapè
Bascapè es una localidad y comune italiana de la provincia de Pavía, región de Lombardía, con 1.743 habitantes.

## Evolución demográfica
| Gráfica de evolución demográfica de Bascapè entre 1861 y 2001 |
|                                                               |
| Fuente ISTAT - elaboración gráfica de Wikipedia               |